# Tephrina uralica
Tephrina uralica là một loài bướm đêm trong họ Geometridae.